# Я не умею танцевать
«Я не умею танцевать» — песня советского композитора, поэта и певца Виктора Резникова в соавторстве с Юрием Бодровым.

## Исполнители
Первым исполнителем песни стал советский и эстонский эстрадный певец Тынис Мяги. Лариса Долина исполнила песню в эфире ЦТ СССР в 1982 году.
Также песню в разное время исполняли Валерий Леонтьев, Игорь Иванов, ВИА «Надежда», группа «Fun2Mass» (известны также как проект Hotel Atlantique), эстонский ВИА «Regatt» (на эстонском языке под названием «Peegel»), группа «Пилотаж», группа «Ассорти», Дмитрий Кобозев.
Свою версию песни записал Александр Ревва; он исполнил её в программах «Достояние Республики» и «Оливье-шоу — 2012». Песня прозвучала в 8 сезоне шоу «Голос» в исполнении Татьяны Гайворонской, а также в шоу «Голос. 60+» в исполнении Андрея Косинского.
Эта песня звучит в концертной программе группы «Квартал» в исполнении солистки Татьяны Литвиненко.
В 2022 году диско-версию песни на своем YouTube канале выпустила петербургская группа «Меджикул».

## В записи участвовали
- Артур Пирожков (2018)